# Paul Laubenthal
Paul Laubenthal (né à Cologne et mort le 8 juin 1929 à Böblingen) est un concepteur et pilote d'avions allemand.
Paul Laubenthal est le fils d'un constructeur de bateaux à Cologne et le frère du peintre Fritz Laubenthal (de).
Laubenthal est un pionnier du vol à voile des années 1920, à la fois en tant que pilote et en tant que concepteur. Ses modèles les plus connus sont les planeurs monoplaces Lore et le Laubenthal Württemberg , qu'il construisit pour l'Akaflieg Darmstadt (de). Il a notamment conçu et construit le Musterle  pour Wolf Hirth, dont une réplique est exposée au Deutsches Segelflugmuseum (de).

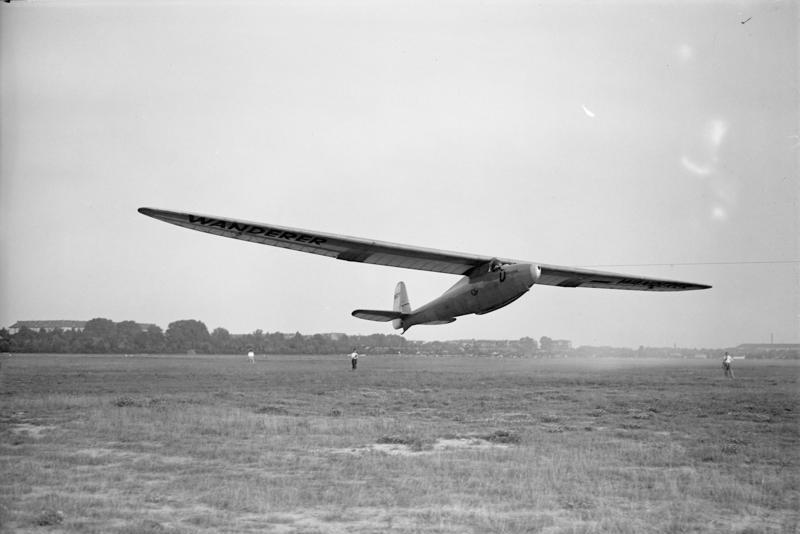
Lancement du planeur de type Musterle Lore, dessiné par Paul Laubenthal

En avril 1928, à l'invitation de l'American Motorless Aviation Club (AMAC), Paul Laubenthal se rendit aux États-Unis avec ses collègues pilotes Paul-Franz Rohr et Peter Hesselbach (Rhön-Rossitten Gesellschaft). Le but du séjour de six mois était d'introduire la technologie de vol à voile allemande aux États-Unis et d'aider à fonder une école de vol à voile américaine. Le 29 juillet 1928, Hesselbach établit là-bas, avec 4 heures et 5 minutes, un nouveau record d'endurance de vol à voile.
Le 8 juin 1929, Laubenthal perd le contrôle de son avion lors d'un meeting aérien à Boeblingen et s'écrase. Souffrant de graves fractures du crâne, il meurt sur place.